# Lissy (Film)
Lissy ist ein deutscher Spielfilm aus dem Jahr 1957. Der Film entstand nach dem gleichnamigen Roman von Franz Carl Weiskopf.

## Handlung
Lissy Schröder ist ein Arbeiterkind aus Berlin. Ihre Eltern sind sozialdemokratisch und haben sie entsprechend erzogen. Die fröhliche junge Frau lebt jedoch Anfang der 1930er Jahre in ärmlichen Verhältnissen und träumt von einem besseren Leben. Dies scheint ihr der Angestellte Alfred Frohmeyer geben zu können. Sie heiratet ihn, schnell kommt das erste Kind. Aber Alfred verliert 1932 seine Arbeit und die Heirat mit ihm hat Lissy nicht vorangebracht. Erst als Alfred Kontakt zur NSDAP erhält, scheint sich das Blatt zu wenden. Schnell steigt er bei den Nazis zum SA-Sturmführer auf. Das ersehnte bürgerliche Leben ist für Lissy nun greifbar nahe. Sie stellt ein Hausmädchen ein und beginnt mit dem Klavierspiel. Doch ihre eigenen Eltern wollen plötzlich nichts mehr mit ihr zu tun haben, alte Freunde meiden sie. Lediglich Bruder Paul, obwohl früher Kommunist, schließt sich ebenfalls den Nazis an. Lissy gerät in Isolation und erfährt, dass sie der so ersehnte Wohlstand nicht glücklich macht. Die Ehe mit Alfred gerät in eine Krise. Als schließlich ihr Bruder Paul von den Nazis aufgrund seiner Vergangenheit erschossen wird, weiß Lissy, worauf sie sich eingelassen hat. Sie verlässt Alfred und beginnt ein neues Leben.

## Produktion
Lissy wurde im DEFA-Studio für Spielfilme produziert, Produktionsleiter war Eduard Kubat. Der Film erlebte seine Uraufführung am 30. Mai 1957 in Berlin im Kino Babylon und in der Freilichtbühne Bürgerpark. Einen Tag später, am 31. Mai 1957, lief er in den Kinos der DDR an.

## Kritiken
„Politische und soziale Zeithintergründe sind zwar aus einseitig kommunistischer Sicht geschildert, aber der suggestiv fotografierte, vorzüglich montierte und gespielte Film ist zeitlos und durch sein Thema - die Bewahrung von Tugend und Anstand gegen Gewalt und Lüge - in hohem Maße diskussionswert.“

## Auszeichnungen
- 1957: Internationales Filmfestival Karlovy Vary: 3. Hauptpreis
- 1957: Internationales Filmfestival der VI. Weltfestspiele der Jugend und Studenten in Moskau: Bronzemedaille